# Uğur Boral
Uğur Boral (ur. 14 kwietnia 1982 roku w miejscowości Tokat) – turecki piłkarz występujący najczęściej na pozycji obrońcy, chociaż zdarza mu się także grywać jako lewy pomocnik.

## Kariera klubowa
Uğur Boral zawodową karierę rozpoczynał w 2000 roku w Gençlerbirliği SK. Nie mógł tam liczyć na regularne występy, dlatego też działacze klubu zdecydowali, że będą wypożyczali Turka do innych zespołów by w nich się ogrywał i zdobywał doświadczenie. Sezon 2000/01 Boral spędził w czwartoligowym Alibeyköyspor, dla którego w 33 spotkaniach zdobył cztery gole. Kolejne rozgrywki rozpoczął już jako zawodnik Kocaelispor. W jego barwach wystąpił w jedenastu ligowych pojedynkach, po czym jeszcze w trakcie sezonu powrócił do Gençlerbirliği. W drużynie "Alkaralar" zadebiutował 22 grudnia 2002 roku w meczu przeciwko Kocaelispor. W rozgrywkach 2003/04 Boral na zasadzie wypożyczenia zasilił BB Ankaraspor, jednak nie rozegrał dla niego ani jednego spotkania. Turecki piłkarz powrócił następnie do Gençlerbirliği, gdzie wywalczył już sobie miejsce w podstawowej jedenastce. Latem 2006 roku Boral podpisał kontrakt z Fenerbahçe SK, gdzie także zaczął grywać w wyjściowym składzie. Zadebiutował 5 sierpnia w zwycięskim 6:0 meczu z Erciyesspor Kayseri. W debiutanckim sezonie wraz z zespołem wywalczył tytuł mistrza kraju, a w 2007 roku zdobył także superpuchar Turcji. W sezonie 2007/08 Boral zadebiutował w rozgrywkach Ligi Mistrzów. W pojedynku rundy grupowej z CSKA Moskwa zdobywając dwa gole zapewnił Fenerbahçe wygraną 3:1. "Żółte Kanarki" z Champions League zostały wyeliminowane w ćwierćfinale, gdzie lepsi okazali się piłkarze Chelsea F.C..
W sezonie 2011/2012 Boral grał w Samsunsporze, a latem 2012 przeszedł do Beşiktaşu JK. W 2015 roku odszedł z tego klubu.

## Kariera reprezentacyjna
W reprezentacji Turcji Boral zadebiutował 26 maja 2004 roku w zremisowanym 1:1 towarzyskim meczu przeciwko Japonii, kiedy to w 46 minucie zmienił Adema Dursuna. W maju 2008 roku Fatih Terim powołał go do 23-osobowej kadry Turcji na mistrzostwa Europy, na których zespół Borala dotarła do półfinału.